# Grumello Cremonese ed Uniti
Grumello Cremonese ed Uniti ist eine Gemeinde mit 1691 Einwohnern (Stand 31. Dezember 2023) in der Provinz Cremona in der italienischen Region Lombardei.

## Lage
Nach Pizzighettone im Westen sind es circa drei Kilometer. Cremona liegt ostsüdöstlich in etwa neun Kilometern und Soresina im Norden in sieben Kilometern Entfernung. Der Hauptort selbst wird von den Straßen SS 415 im Osten, SS 234 (Via Milano) im Süden und der SP 84 (Via Soresina) im Westen in jeweils zwei Kilometern umgeben. 

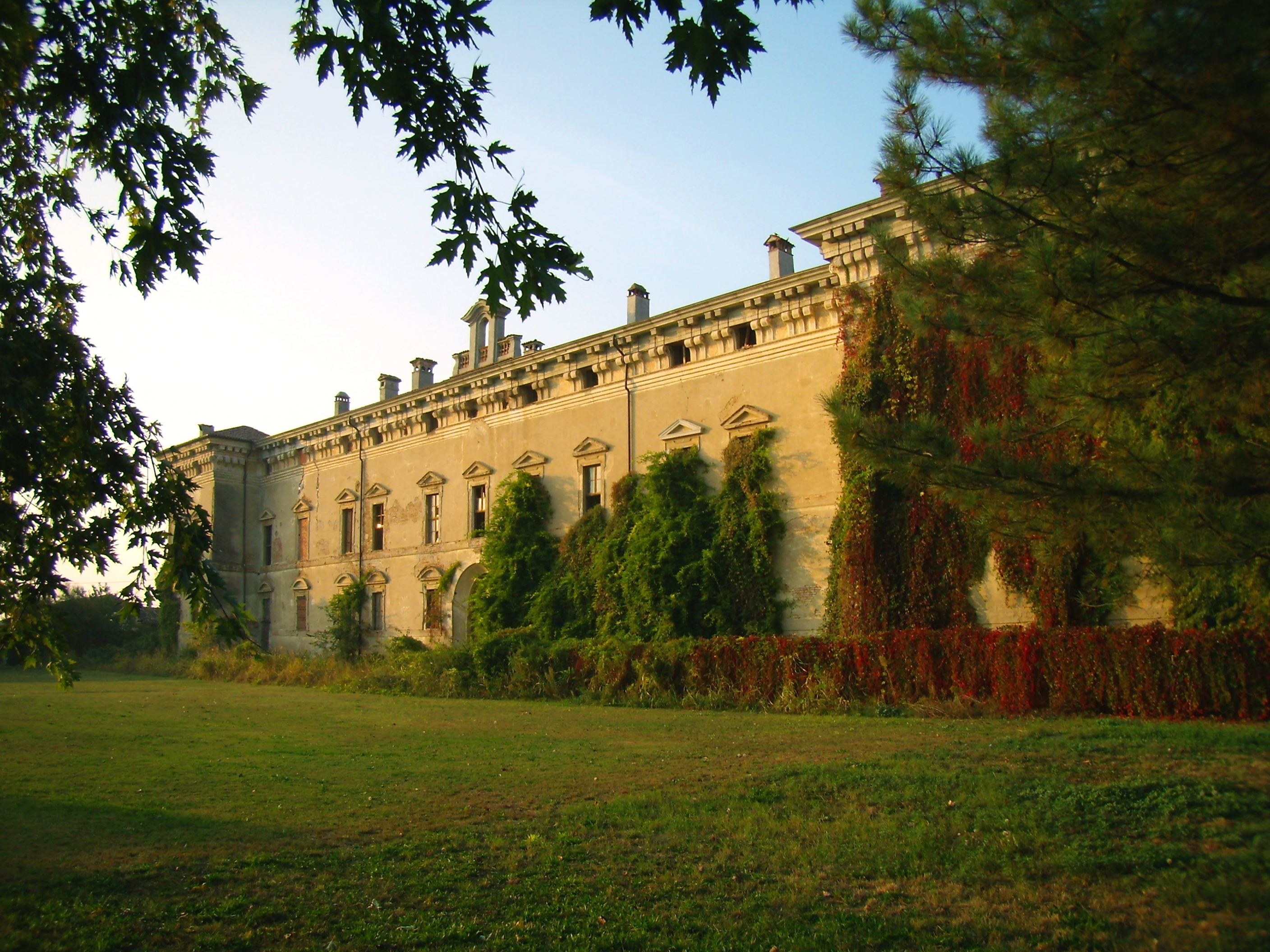
Villa im Ortsteil Farfengo

## Ortsteile
Im Gemeindegebiet liegen neben dem Hauptort Grumello Cremonese die Fraktionen Farfengo und Zanengo sowie die Wohnplätze Boffalora und Breda.

## Töchter und Söhne der Gemeinde
- Pierino Favalli (1914–1986), Radrennfahrer